# Brussels Basketball in het seizoen 2022/23
Het seizoen 2022/2023 was het 24e jaar in het bestaan van de Brusselse basketbalclub Brussels Basketball sinds de fusie in 1999.

## Verloop
De club kwam uit in de BNXT League. Brussels verloor in de tweede ronde van de BNXT League waar ze onderuit gingen tegen de Spirou Charleroi. Ze wisten zich niet te kwalificeren voor de eindfase van het landskampioenschap. In de beker gingen ze onderuit in de kwartfinale tegen Liège Basket. Ludovic Lambermont trainde wel mee met Brussels maar speelde geen wedstrijd voor hen om het budget vrij te houden voor het volgende seizoen.

## Ploeg
Antwerp Giants ·
Apollo Amsterdam ·
Aris Leeuwarden ·
BAL ·
Union Mons-Hainaut ·
Den Helder Suns ·
Donar ·
Feyenoord ·
Heroes Den Bosch ·
Kangoeroes Basket Mechelen ·
Landstede Hammers ·
Leuven Bears ·
Liège Basket ·
Limburg United ·
Okapi Aalst ·
Oostende ·
Brussels Basketball ·
Spirou Charleroi ·
Yoast United ·
ZZ Leiden